# Pachypus melonii
Pachypus melonii är en skalbaggsart som beskrevs av Sparacio 2008. Pachypus melonii ingår i släktet Pachypus och familjen Pachypodidae. Inga underarter finns listade i Catalogue of Life.